# Kanton Istres-Sud
Kanton Istres-Sud (fr. Canton d'Istres-Sud) je francouzský kanton v departementu Bouches-du-Rhône v regionu Provence-Alpes-Côte d'Azur. Skládá se z jižní části města Istres a obcí Fos-sur-Mer a Saint-Mitre-les-Remparts.